# Ceriantheopsis americanus
Ceriantheopsis americanus is een Cerianthariasoort uit de familie van de Cerianthidae. De wetenschappelijke naam van de soort is voor het eerst geldig gepubliceerd in 1864 door Agassiz in Verrill.